# Поларни координатни систем
Поларни координатни систем је систем координата где је позиција тачке Т одређена њеном удаљеношћу од једне фиксне тачке Р, исходишта, заједно са углом који дуж РТ формира са једном фиксном полуправом. Исходиште Р се назива пол, растојање РТ назива се радијус вектор (r), фиксна полуправа назива се поларна оса (x-оса), на слици десно. Референтна тачка (аналогно координатном почетку Декартовог координатног система) назива се пол, а зрак од пола у референтном правцу је поларна оса. Удаљеност од пола се назива радијална координата, радијална удаљеност или једноставно радијус, а угао се назива угаона координата, поларни угао или азимут. Углови у поларној нотацији се генерално изражавају у степенима или радијанима (2π је једнако 360°).
Угао φ између поларне осе и радијус вектора назива се векторски угао, или поларни угао, азимут, амплитуда, па и аномалија. Позитиван смер угла φ је обрнут смеру казаљке на сату, негативна вредност је у смеру казаљке на сату. Координате тачке Т су уређен пар бројева (r,φ). Поларне координате у равни су корисне за системе са централном симетријом.
Поларни координатни систем је специјални облик Цилиндричног координатног система кад се не посматра вертикална координата z.

## Историја
Концепте угла и полупречника користили су већ древни народи првог миленијума пре нове ере. Грчки астроном и астролог Хипарх (190–120. п. н. е.) направио је табелу са функцијама тетиве дајући дужину тетиве за сваки угао, а постоје референце да је користио поларне координате у одређивању положаја звезда. У О спиралама, Архимед описује Архимедову спиралу, функцију чији полупречник зависи од угла. Грчки рад се, међутим, није проширио на потпуни координатни систем.
Од 8. века нове ере, астрономи су развили методе за апроксимацију и израчунавање правца до Меке (кибла), и њене удаљености, од било које локације на Земљи. Од 9. века па надаље, користили су сферну тригонометрију и методе пројекције мапа да би тачно одредили ове величине. Прорачун је у суштини конверзија екваторијалних поларних координата Меке (тј. њене географске дужине и ширине) у њене поларне координате (тј. њену киблу и растојање) у односу на систем чији је референтни меридијан велики круг кроз дату локацију и Земљине полове, а чија је поларна оса права кроз локацију и њену антиподну тачку.
Постоје различити прикази увођења поларних координата као дела формалног координатног система. Потпуна историја овог предмета описана је у књизи Порекло поларних координата Харвардског професора Џулијана Лоуела Кулиџа. Грегоар де Сант-Винсент и Бонавентура Кавалијери су независно увели концепте средином седамнаестог века. Сант-Винсент је писао о њима приватно 1625. и објавио свој рад 1647. године, док је Кавалијери објавио своје доприносе 1635. са исправљеном верзијом која се појавила 1653. Кавалијери је први користио поларне координате да реши проблем који се односи на област унутар Архимедове спирале. Блез Паскал је касније користио поларне координате за израчунавање дужине параболичких лукова.
У Методу флуксија (делу написаном 1671, објављеном 1736), сер Исак Њутн је испитивао трансформације између поларних координата, које је назвао „седми начин; за спирале“, и девет других координатних система. У часопису Acta Eruditorum (1691), Јакоб Бернули је користио систем са тачком на правој, названом пол и поларна оса. Координате су одређене растојањем од пола и углом од поларне осе. Бернулијев рад се проширио на проналажење полупречника кривине кривих изражених у овим координатама.
Сам термин поларне координате приписује се Грегорију Фонтани и користили су га италијански писци из 18. века. Термин се појавио на енглеском у преводу Лакројовог Диференцијалног и интегралног рачуна Џорџа Пикока из 1816. године. Алексис Клер је први који је осмислио поларне координате у три димензије, а Леонхард Ојлер је први који их је даље развио.

## Конвенције
Радијална координата се често означава са r или ρ, а угаона са φ, θ, или t. Угаона координата је наведена као φ према ISO стандарду 31-11. Међутим, у математичкој литератури угао се често означава са θ уместо тога.
Углови у поларној нотацији се генерално изражавају у степенима или радијанима (2π рад је једнако 360°). Степени се традиционално користе у навигацији, геодетству и многим примењеним дисциплинама, док су радијани чешћи у математици и математичкој физици.
Угао φ је дефинисан да почиње од 0° из референтног смера и да се повећава за ротације у смеру казаљке на сату или супротном смеру казаљке на сату. На пример, у математици, референтни правац се обично црта као зрак од пола хоризонтално удесно, а поларни угао се повећава на позитивне углове за ротације у смеру смера десно, док се у навигацији (омер, курс) црта од 0° вертикално навише и угао се повећава за ротације у смеру казаљки на сату. Поларни углови се смањују ка негативним вредностима за ротације у супротним оријентацијама.

### Јединственост поларних координата
Додавање било ког броја пуних окрета (360°) угаоној координати не мења одговарајући правац. Слично томе, било која поларна координата је идентична координати са негативном радијалном компонентом и супротним смером (додајући 180° поларном углу). Дакле, иста тачка (r, φ) се може изразити са бесконачним бројем различитих поларних координата (r, φ + n × 360°) и (−r, φ + 180° + n × 360°) = (−r, φ + (2n + 1) × 180°), где је n произвољан цео број. Штавише, сам пол се може изразити као (0, φ) за било који угао φ.
Тамо где је потребна јединствена репрезентација за било коју тачку осим пола, уобичајено је да се r ограничи на позитивне бројеве (r > 0), а φ на интервал [0, 360°) или на интервал (−180°, 180°], који су у радијанима [0, 2π) or (−π, π]. Још једна конвенција, у вези са уобичајеним кодоменом функције arctan, је да се дозволe произвољне реалне вредности радијалне компоненте различите од нуле и ограничи вредност поларног угла на (−90°, 90°]. У свим случајевима мора се изабрати јединствени азимут за пол (r = 0), нпр. φ = 0.

## Трансформације
(П-Д) Поларни у Декартов. Када пол поставимо у исходиште Декартовог правоуглог координатног система, поларну осу на х-осу, као на слици, тада следећи систем једначина трансформише поларне у Декартове координате:
{\displaystyle x=r\cos \phi ,\;y=r\sin \phi .}
На пример, тачка Т(2,30°) је у поларном координатном систему; удаљена је 2 од пола Р, њен радијус вектор положаја нагет је под углом 30° према поларној оси. Према наведеним једначинама, трансформишемо њене координате у Декартов систем и добијамо {\displaystyle x={\sqrt {3}},\;y=1,} тј. њен положај у Декартовом правоуглом систему координата је {\displaystyle T'({\sqrt {3}},1).}
Декартове координате x и y могу се претворити у поларне координате r и φ са r ≥ 0 и φ у интервалу (−π, π] помоћу:
{\displaystyle {\begin{aligned}r&={\sqrt {x^{2}+y^{2}}}=\operatorname {hypot} (x,y)\\\varphi &=\operatorname {atan2} (y,x),\end{aligned}}}
где је hypot Питагорин збир, а atan2 је уобичајена варијација arctangent функције дефинисане као
{\displaystyle \operatorname {atan2} (y,x)={\begin{cases}\arctan \left({\frac {y}{x}}\right)&{\mbox{if }}x>0\\\arctan \left({\frac {y}{x}}\right)+\pi &{\mbox{if }}x<0{\mbox{ and }}y\geq 0\\\arctan \left({\frac {y}{x}}\right)-\pi &{\mbox{if }}x<0{\mbox{ and }}y<0\\{\frac {\pi }{2}}&{\mbox{if }}x=0{\mbox{ and }}y>0\\-{\frac {\pi }{2}}&{\mbox{if }}x=0{\mbox{ and }}y<0\\{\text{undefined}}&{\mbox{if }}x=0{\mbox{ and }}y=0.\end{cases}}}
Ако се r прво израчуна као горе, онда се ова формула за φ може једноставније изразити користећи arccosine функцију:
{\displaystyle \varphi ={\begin{cases}\arccos \left({\frac {x}{r}}\right)&{\mbox{if }}y\geq 0{\mbox{ and }}r\neq 0\\-\arccos \left({\frac {x}{r}}\right)&{\mbox{if }}y<0\\{\text{undefined}}&{\mbox{if }}r=0.\end{cases}}}

### Комплексни бројеви
Сваки комплексни број се може представити као тачка у комплексној равни, и стога се може изразити специфицирањем или Декартових координата тачке (које се називају правоугаони или Декартов облик) или поларних координата тачке (које се називају поларни облик). Комплексни број z се може представити у правоугаоном облику као
{\displaystyle z=x+iy}
где је i имагинарна јединица, или се алтернативно може написати у поларном облику као
{\displaystyle z=r(\cos \varphi +i\sin \varphi )}
и одатле, помоћу Ојлерове формуле, као
{\displaystyle z=re^{i\varphi }=r\exp i\varphi .}
где је e Ојлеров број, и φ, изражено у радијанима је главна вредност функције комплексног броја arg примењена на x + iy. За конверзију између правоугаоног и поларног облика комплексног броја, могу се користити горе наведене формуле за конверзију. Еквивалентне су ознаке cis и угаона нотација:
{\displaystyle z=r\operatorname {\mathrm {cis} } \varphi =r\angle \varphi .}
За операције множења, дељења, степеновања и вађења корена комплексних бројева, генерално је много једноставније радити са комплексним бројевима израженим у поларном, а не у правоугаоном облику. Из закона експоненцијалности следи:
Множење{\displaystyle r_{0}e^{i\varphi _{0}}\,r_{1}e^{i\varphi _{1}}=r_{0}r_{1}e^{i\left(\varphi _{0}+\varphi _{1}\right)}}
Дељење{\displaystyle {\frac {r_{0}e^{i\varphi _{0}}}{r_{1}e^{i\varphi _{1}}}}={\frac {r_{0}}{r_{1}}}e^{i(\varphi _{0}-\varphi _{1})}}
Експоненцијација (Моаврова формула){\displaystyle \left(re^{i\varphi }\right)^{n}=r^{n}e^{in\varphi }}
Вађење корена (главни корен){\displaystyle {\sqrt[{n}]{re^{i\varphi }}}={\sqrt[{n}]{r}}e^{i\varphi  \over n}}